# 카카오스토리
《카카오스토리》(영어: KakaoStory)는 카카오가 2012년 3월 22일 서비스를 시작한 사진 공유 기반 소셜 네트워크 서비스이다. 사용자들은 여러 가지 글이나 사진 등을 올릴 수 있다.

## 같이 보기
- 카카오톡
- 카카오페이지